# Гизе, Фердинанд Иванович
Фёдор (Фердинанд) Иванович Гизе (нем. Johann Emanuel Ferdinand Giese, 2 января 1781, Шаумбург близ Кюстрина — 10 мая 1821, Митава) — учёный-химик, фармацевт, профессор химии Императорского Харьковского университета, профессор и ректор Императорского Дерптского университета.

## Биография
Иоганн Эммануил Фердинанд Гизе родился 2 января 1781 года в прусском городке Шаумбурге близ Кюстрина; в Берлине и Вене изучал химию.
В 1803 году приехал в Россию. Его пригласили в Харьков, где это время создавался Императорский Харьковский университет. Здесь он создал химическую лабораторию, совершил несколько поездок по югу России для исследования минеральных вод. С 1805 года — экстраординарный, с 1811 года — ординарный профессор в Харьковском университете; в 1810—1811 годах «читал фармацевтику 4 часа в неделю».
Был избран 5 (17) июля 1809 года членом-корреспондентом Петербургской Академии наук.
С 1814 года — профессор химии в Дерптском университете; проректор (1816—1817) и ректор (1817—1818).
И. Н. Лобойко, учившийся в Харьковском университете, писал: «Гизе готовы бы были все слушать, если только все знали немецкий язык, в такой был он славе… Он делал опыты <…> самые трудные с изумительным успехом, но, объясняясь красноречиво и обширно в лекциях своих, он слишком парил и был для нас высок… Вдыхая в себя воздух, наполненный дымом, парами газов, кислот и металлических окисей, он здесь уже расстроил здоровье».

## Основные труды
- Von den chemischen Processen und den dabei sich darbietenden Erscheinungen etc.
- Физ.-хим. и врачебное испытание минеральных вод и некоторой глины, отысканной в Полтавской губ. — Харьков, 1806.
- Hauptzüge der Fortschritte, welche die Naturforscher Russlands in der Kenntniss vaterländischer Naturerzeugnisse gelhan haben etc. — Харьков, 1807.
- Известие о испытании минеральных вод, открытых в дачах ст. сов. Кочубея, Полтавской губернии. — Харьков, 1808.
- Известие о испытании минеральных вод, открытых в дачах г. Денисенкова, в Изюмском уезде. — Харьков, 1809.
- Classification des substances vegétales et animales, selon leur propriétés chimiques. — М., 1810.
- О выгоднейшем способе добывать и очищать селитру. — Харьков, 1811.

Кроме того, Гизе помещал статьи в «Scherers Journal der Chemie» (1801—1802), в «Mémoires de la soc. des naturalistes de Moscou» (т. I и II), в «Grindels russ. Jahrb. der Pharmacie», в «Scherers Annalen» и др.
Вместе с Г. Гринделем в 1809 и 1810 гг. издавал «Russisches Jahrbuch der Pharmazie».